# Distretto del mobile di Pesaro
Il distretto del mobile di Pesaro, conosciuto anche sotto la denominazione di distretto del mobile di Pesaro Urbino o ancora come distretto del legno e mobili di Pesaro - Fossombrone - Piandimeleto è un distretto industriale riconosciuto dalle competenti autorità.

## Collocazione geografica
Il Distretto comprende:
- 28 comuni della provincia di Pesaro-Urbino: Belforte all'Isauro, Carpegna, Cartoceto, Fano, Fermignano, Fossombrone, Frontino, Isola del Piano, Lunano, Mercatino Conca, Mombaroccio, Montecalvo in Foglia, Monteciccardo, Montefelcino, Montegrimano, Montelabbate, Montemaggiore al Metauro, Pesaro, Petriano, Piandimeleto, Saltara, San Costanzo, Sant'Ippolito, Sassofeltrio, Serrungarina, Tavoleto, Tavullia, Urbino, Vallefoglia;
- 9 comuni della provincia di Rimini: Gemmano, Mondaino, Monte Colombo, Montefiore Conca, Montegridolfo, Montescudo, Morciano di Romagna, Saludecio, San Clemente;
- 1 comune della provincia di Arezzo: Sestino.

## Storia del distretto
Il distretto ha avuto una origine spontanea nel secondo dopoguerra. Le piccole falegnameria locali "per gemmazione" hanno visto il moltiplicarsi degli esempi.
Negli anni sessanta come conseguenza dei primi progressi tecnologici basati anche sulla
standardizzazione della produzione, permisero delle economia di scala. il mercato di riferimento è stato quello medio-basso delle zone geografiche dell'Italia centrale e meridionale, con vantaggi logistici sulla rete di trasporto, orientamento del gusto del pubblico, minore presenza dei produttori brianzoli.
Altre zone con tradizionale presenza di singole botteghe della lavorazione del legno come la Toscana, vedevano in quegli anni un regresso: In provincia di Pesaro la struttura produttiva composta anch'essa da molte piccole imprese, fin dall'inizio ebbero la tendenza ad una specializzazione per fase di produzione La seconda caratteristica è stata l'integrazione tra imprese che tutte si giovavano della compresenza di altre imprese che seguivano altre fasi di lavorazione.
Si formò allora una filiera, molto legata al territorio. Si riusciva a produrre così mobili a prezzi più contenuti rispetto ai mobili della Brianza di cui si imitavano i modelli.
Nel frattempo nel gusto ai mobili di stile classico si sostituirono forme più moderne.
Negli anni '70 una delle periodiche crisi di mercato, fece molto diminuire le vendite in Italia. Nacque così l'esportazione dei mobili in Medio oriente dove i redditi si erano alzati per i benefici degli alti prezzi del petrolio e si cominciavano a diffondere stili di vita occidentali.
| Evoluzione delle imprese attive      | PU    |
| ------------------------------------ | ----- |
| Tasso di Natalità (per 100 imprese)  | 7,9   |
| Tasso di Mortalità (per 100 imprese) | 5,86  |
| Imprese costituite prima del 1980    | 11,2% |
| Imprese costituite dal 1980 al 1989  | 17,5% |
| Imprese costituite dal 1990 al 1999  | 42,4% |
| Imprese costituite dal 2000 in poi   | 28,8% |

Fonte: Database Unioncamere - Atlante della competitività - 2004

## Il ridimensionamento del 1990
Il settore cucine in cui si era specializzato il distretto pesarese vide negli anni '90 una forte presenza di aziende a larga struttura industriale che avevano economia di scala e una rete commerciale più aggressiva. Negli stessi anni con la guerra del Golfo il mercato Mediorientale non assorbì i quantitativi precedentemente lì venduti.
Le imprese pesaresi tentarono una diversificazione del mercato verso gli Stati Uniti e il Giappone. Si trattava, però di mercati evoluti, del tutto diverso da quello su base personale dell'Italia Centro meridionale ed anche del Medio  oriente. La svalutazione della lira del '92 diede respiro alle esportazioni e permise la conquista dei mercati dell'Est Europa.
In un primo tempo questi nuovi mercati non si presentavano esigenti dal punto di vista qualitativo, situazione in seguito cambiata perché il prodotto italiano trovava collocazione solo sulla fascia alta.

## La presenza sui mercati esteri
Ad oggi la provincia di Pesaro-Urbino è la settima provincia per esportazione di mobili nel mondo. Tuttavia il distretto del mobile in senso stretto esonda dai limiti politici provinciali coinvolgendo, per storicità, anche la province di Rimini e, marginalmente, di Arezzo.
I principali mercati cui si rivolge il distretto sono, in ordine di ammontare del fatturato esportato: Russia, Germania e Francia. Tuttavia i mercati di sbocco per la fascia di più alto design sono molto più ampi coinvolgendo soprattutto l'area del Medio Oriente e, negli ultimi anni anche l'estremo oriente.

## Provvedimenti normativi
La legge 5 ottobre 1991 n.317, relativa allo sviluppo economico ha previsto un particolare iter per il riconoscimento dei distretti industriali: La successiva legge11 maggio99n.140 ha così fissato  la definizione:
omogenei,  caratterizzati  da  una elevata concentrazione di imprese,
prevalentemente di piccole e medie dimensioni,  e  da  una  peculiare
organizzazione interna»
Nelle Marche la materia è stata disciplinata dalla delibera n. 259 del 29.07.1999. 
La Giunta  con delibera  n. 3260 del 20/12/99 
 La Regione ha promosso la costituzione di un  Comitato di indirizzo e di coordinamento (COICO) per l'area Pesarese del mobile.